# Геополітичне положення
Геополітичне положення — складна наукова категорія, що визначається сукупністю відношень з іншими країнами та великими природними об'єктами, ринкам збуту товарів та сировини, торговельним шляхам, що мають суттєвий політичний, соціальний і екологічний вплив.
Геополітичне положення — положення держави відносно інших держав з точки зору загальнополітичних, економічних та військово-стратегічних інтересів. Геополітичне положення країни можна оцінювати на різних рівнях:
- макрорівень — положення відносно світових центрів політики та економіки;
- мезорівень — положення відносно великих регіонів та угруповань країн;
- мікрорівень — положення відносно сусідніх країн.

Геополітичне положення оцінюється як вигідне, чи ні з різних аспектів. На сучасному історичному етапі розвитку людства важливими елементами геополітичного положення слугують розміри країни, протяжність — компактність, обриси її кордонів, наявність виходу до морів. Геополітичне положення — важливий резерв економічного, соціально-політичного розвитку держав. Використання геополітичного положення визначає раціональність структури та ефективність матеріального виробництва країни, її економічну, політичну, екологічну та воєнну безпеку.